# Sysselsättning
En person i arbetsför ålder (vanligen 15-74 år) är sysselsatt om denne antingen är i arbete eller är tillfälligt frånvarande från ett arbete. Med att vara "i arbete" menas att man ägnat minst en timme under en kort referensperiod med att producera varor eller tjänster i utbyte mot betalning eller vinst. Personer som är sysselsatta kan antingen vara löntagare eller egenföretagare. Det spelar ingen roll om personen samtidigt deltar i utbildning eller inte. Den internationella organisationen ILO ansvarar för dessa definitioner och preciserar hur sysselsättningen ska mätas.
Svensk officiell statistik över sysselsättning och andra arbetsmarknadsvariabler produceras via arbetskraftsundersökningen (AKU) som genomförs av Statistiska centralbyrån. I enlighet med ILO:s definitioner betraktas personer i svensk statistik som sysselsatta om de under en mätvecka har arbetat minst en timme, eller varit tillfälligt frånvarande från ett arbete. Vanliga anledningar till frånvaro är semester, föräldraledighet och sjukdom. Även personer som deltar i vissa arbetsmarknadspolitiska program (till exempel lönebidrag eller anställningsstöd) räknas som sysselsatta om de tar emot lön från en arbetsgivare inom ramen för programmen. Personer som deltar i program där ersättningen betalas ut av via bidrag från försäkringskassan (till exempel arbetsmarknadsutbildning eller arbetspraktik) räknas inte som sysselsatta. 
Sysselsättningen som andel av det totala antalet personer inom en åldersgrupp ger sysselsättningsgraden för den åldersgruppen.